# Augustino Marial
Augustino Marial (arabisch أوغسطينو ماريال;) ist ein ehemaliger sudanesischer Boxer.
Er trat bei den Olympischen Sommerspielen 1984 in Los Angeles an. Im Halbmittelgewichtsturnier kam er auf Rang 17.